# Союз-39
Союз 39 — радянський космічний корабель (КК) серії «Союз», типу Союз 7К-Т. Серійний номер 55. Реєстраційні номери: NSSDC ID: 1981-029A; NORAD ID: 12366.
Шістнадцятий політ до орбітальної станції Салют-6; чотирнадцяте успішне стикування.
Восьмий міжнародний політ за програмою Інтеркосмос.
Старт і посадка з екіпажем дев'ятих відвідин (ЕП-9): Джанібеков/Ґурраґча.

## Параметри польоту
- Маса корабля — 6800 кг
- Нахил орбіти — 51,68°
- Орбітальний період — 89,01 хвилини
- Перигей — 197,5 км
- Апогей — 282,8 км

## Екіпаж
- Основний

Командир ЕП-9 Джанібеков Володимир Олександрович
Космонавт-дослідник ЕП-9 Ґурраґча Жугдердемідійн
- Дублерний

Командир ЕП-9 Ляхов Володимир Афанасійович
Космонавт-дослідник ЕП-9 Ґанзоріґ Майдаржавин

## Хронологія польоту
Скорочення в таблиці: ЗСП — задній стикувальний порт 
Позначення на схемах: S6 — орбітальна станція «Салют-6»; F — корабель типу «Союз»; T — корабель типу «Союз Т»
| Дата       | Час (UTC) | Подія | Схема                  |
| ---------- | --------- | --- | ---------------------- |
| 1981 рік   |           | |                        |
| 22 березня | 14:58:55  | З космодрому Байконур ракетою-носієм Союз-У (11А511У) запущено КК Союз-39 з ЕП-9: Джанібеков/Ґурраґча.                                                  | Союз Т-4+Салют-6       |
| 23 березня | 16:28     | Стикування КК Союз-39 з ЕП-9 до ЗСП комплексу Салют-6 — Союз-Т4. Екіпаж станції після стикування: Ковальонок/Савіних/Джанібеков/Ґурраґча (ЕО-6 і ЕП-9). | Союз Т-4+Сал-6+Союз-39 |
| 30 березня | 08:15     | Відстикування КК Союз-39 з ЕП-9 (Джанібеков/Ґурраґча) від ЗСП комплексу Салют-6 — Союз-Т4 Екіпаж станції після відстикування: Ковальонок/Савіних.       | Союз Т-4+Салют-6       |
| 30 березня | 10:55?    | Гальмівний імпульс КК Союз-39. | Союз Т-4+Салют-6       |
| 30 березня | 11:40:58  | Посадка КК Союз-39 за 175 км на південний схід від міста Джезказган.                                                                                    | Союз Т-4+Салют-6       |